# Ephemerum cristatum
Ephemerum cristatum là một loài rêu trong họ Ephemeraceae. Loài này được Hook. f. & Wilson Müll. Hal. mô tả khoa học đầu tiên năm 1847.